# Hallenstadion Pjöngjang
Das Hallenstadion Pjöngjang (koreanisch 평양체육관) ist eine Turnhalle in der nordkoreanischen Hauptstadt Pjöngjang. Es bietet Platz für 20.010 Zuschauer und wurde im April 1973 ihrer Bestimmung übergeben. Neben diversen sportlichen Ereignissen finden auch kulturelle Veranstaltungen statt. 

## Geschichte

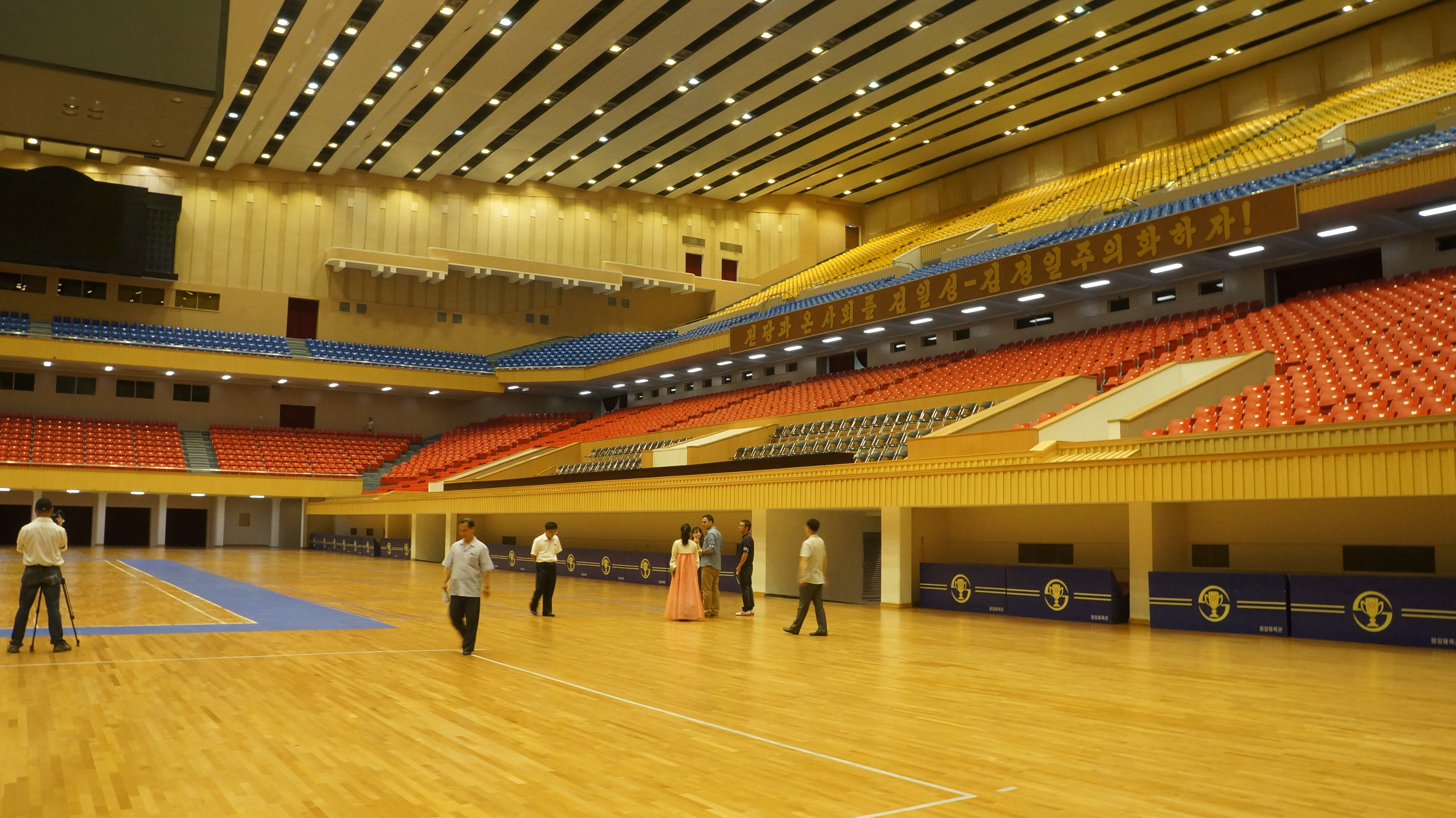
Innenansicht

Die Indoor-Arena wurde im April 1973 feierlich eröffnet und bietet für die Einwohner Pjöngjangs zahlreiche Freizeitangebote an, wie z. B. Badminton oder Gymnastik. Insgesamt werden 18 Sportarten angeboten. Daneben finden zahlreiche kulturelle Events statt. Das Gebäude ist vier Etagen hoch und verfügt über einen eigenen Bereich für die Führungskräfte des Landes. 2013 wurde die Anlage umfassend renoviert.
Das Gebäude liegt im Stadtteil Chung-guyŏk (Potongmun-dong) an der Chollima-Straße, in unmittelbarer Nachbarschaft befindet sich die Eissporthalle Pjöngjang.